# À la recherche du Père Noël (film, 2004)
Pour les articles homonymes, voir À la recherche du Père Noël.
Pour plus de détails, voir Fiche technique et Distribution.
À la recherche du Père Noël (In Search of Santa) est un film de Noël d'animation américain sorti en 2004.

## Synopsis
Quelque part en Antarctique, vit une colonie de manchots ; le roi Calvin et la reine Pénélope, qui dirigent cette colonie, ont deux filles : Crystal et Lucinda. En raison du droit d'aînesse, Crystal doit hériter du pouvoir royal, ce qui lui attire la jalousie de sa sœur. Un jour, jouant avec son ami Eugène, Crystal reçoit un grelot sur la tête. 
Cherchant une explication à cette chute, elle découvre dans un livre que ce grelot appartient à l'un des rennes du père Noël. Mais lorsqu'elle fait part de sa découverte aux autres membres de la colonie les conseillers des souverains insinuent qu'elle ment. Trahie par Lucinda au cours d'un procès, Crystal perd son titre de princesse. Elle décide donc de partir au pôle Nord, afin de prouver à la colonie qu'elle a dit la vérité. Regrettant finalement l'issue du procès, Lucinda décide de rejoindre sa sœur dans sa recherche. Mais bien des péripéties les attendent.

## Fiche technique
- Titre : À la recherche du père Noël
- Titre original : In Search of Santa
- Réalisation : William R. Kowalchuk
- Scénario : Michael Aschner
- Musique : Hans Zimmer, Tim Rice et Elton John
- Production : William R. Kowalchuk, Louis Sek
- Société de production : Colorland Animation et Tundra Productions
- Genre : Animation, aventure
- Pays :  États-Unis
- Langue : Anglais
- Durée : 76 minutes
- Date de sortie : 23 novembre 2004

## Distribution

### Voix originales
- Hilary Duff : Princesse Crystal
- Haylie Duff : Princesse Lucinda
- Jason Michas : Eugène/Elfe jardinier
- Kathleen Barr : Agonysla/la mère Noël/reine Pénélope/Katie/Marcus/Mimi
- Scott McNeil : Mortmottimes/Bugkus Bill/Timebomb Tom
- Garry Chalk : Gerridommis/Cap'taine Cragg
- French Tickner : le père Noël
- Dale Wilson : roi Calvin
- Nicole Bouma : Crystal bébé/servante ailée #1 et #5/Voix additionnelles
- Tabitha St. Germain : Lucinda bébé/Voix additionnelles
- Lee Tockar : Max/Phillip/Pup
- Cathy Weseluck : William/Wing Maiden #4 & #6(voice)
- Richard Newman : Narrateur

### Voix françaises
- Kelly Marot : Princesse Crystal/Princesse Lucinda
- Alexis Tomassian : Eugène
- Jean-Claude Donda : roi Calvin
- Brigitte Virtudes : reine Pénélope
- Patrick Noérie : le père Noël
- Françoise Cadol : la mère Noël
- Lily Baron : Agonysla
- Patrice Dozier : Mortmottimes
- Daniel Beretta : Gerridommis
- Marc Alfos : Cap'taine Cragg
- Laurent Gerra : Bugkus Bill
- Bernard Alane : Timebomb Tom
- Jean-François Kopf : Max
- Anthony Kavanagh : Elfe jardinier
- Gérard Rinaldi : Narrateur